# Оукхерст (Оклахома)
Оукхерст (енгл. Oakhurst) насељено је место без административног статуса у америчкој савезној држави Оклахома.

## Демографија
По попису из 2010. године број становника је 2.185, што је 546 (-20,0%) становника мање него 2000. године.
| Група             | 2000.         | 2010.         |
| Белци             | 2.173 (79,6%) | 1.619 (74,1%) |
| Афроамериканци    | 35 (1,3%)     | 27 (1,2%)     |
| Азијати           | 15 (0,5%)     | 6 (0,3%)      |
| Хиспаноамериканци | 68 (2,5%)     | 104 (4,8%)    |
| Укупно            | 2.731         | 2.185         |